# Метод беседы
Метод беседы — психологический вербально-коммуникативный метод, заключающийся в ведении тематически направленного диалога между психологом и респондентом с целью получения сведений от последнего. В педагогике метод беседы может иметь и противоположную направленность и обеспечивать одновременно и донесение для учащихся изучаемого материала и для выяснения уровня и характера освоения ими переданных ранее педагогом знаний.  

## Общие сведения
Несмотря на то, что беседа, в принципе может вестись и письменно, метод беседы, как исследовательский приём, общепринято ориентирован на устный формат общения.
В психологической беседе происходит прямое взаимодействие психолога и респондента в форме устного обмена информацией. Метод беседы широко применяется в психотерапии. Его также используют в качестве самостоятельного метода в консультативной, политической, юридической психологии.
В процессе беседы психолог, будучи исследователем, направляет, скрытно или явно, разговор, в ходе которого задаёт опрашиваемому человеку вопросы.
Существует два вида беседы:
- Управляемая
- Неуправляемая

В ходе управляемой беседы психолог активно контролирует течение разговора, поддерживает ход беседы, устанавливает эмоциональный контакт. Неуправляемая беседа происходит при большей в сравнении с управляемой отдаче инициативы от психолога респонденту. В неуправляемой беседе основное внимание уделяется предоставлению респонденту возможности выговориться, при этом психолог не вмешивается или почти не вмешивается в ход самовыражения респондента.
В случае и управляемой, и неуправляемой беседы от психолога требуется наличие навыка вербальной и невербальной коммуникации. Любая беседа начинается с установления контакта между исследователем и респондентом, при этом исследователь выступает как наблюдатель, анализирующий внешние проявления психической деятельности респондента. Основываясь на наблюдении, психолог осуществляет экспресс-диагностику и корректирует выбранную стратегию проведения беседы. На начальных этапах беседы основной задачей рассматривается побуждение исследуемого субъекта к активному участию в диалоге.
Важнейшим навыком психолога в ситуации беседы является умение устанавливать и поддерживать раппорт, соблюдая при этом чистоту исследования, избегая нерелевантных (мешающих получению достоверного результата) вербальных и невербальных влияний на субъект, которые могут способствовать активному изменению его реакций. К разрушению раппорта с респондентом или же к оказанию побочных внушений на респондента могут привести неосторожные высказывания со стороны психолога, выполненные, например, в форме приказов, угроз, нравоучений, советов, обвинений, оценочных суждений касательно сказанного респондентом, успокоений и неуместных шуток.

## Виды беседы
Беседы различаются в зависимости от преследуемой психологической задачи. Выделяют следующие виды:
- Терапевтическая беседа
- Экспериментальная беседа (с целью проверки экспериментальных гипотез)
- Автобиографическая беседа
- Сбор субъективного анамнеза (сбор информации о личности субъекта) — интервью
- Сбор объективного анамнеза (сбор информации о знакомых субъекта)

Интервью, то есть вид беседы, при котором задачей исследователя является получить ответы опрашиваемого на определенные (обычно подготовленные заранее) вопросы. относят как и к методу беседы, так и к методу опроса.

## Рефлексивное и нерефлексивное слушание
Выделяют два стиля ведения беседы, причём в её ходе один может сменять другой в зависимости от контекста.

### Рефлексивное слушание
Рефлексивное слушание — стиль ведения беседы, в котором предполагается активное речевое взаимодействие психолога и респондента.
Рефлексивное слушание используется с целью осуществления точного контроля правильности восприятия полученной информации. Использование данного стиля ведения беседы может быть связано с личностными свойствами респондента (к примеру, низкий уровень развитости коммуникативных навыков), необходимостью установить то значение слова, которое имел в виду говорящий, культурными традициями (этикет общения в культурной среде, к которой принадлежат респондент и психолог).
Четыре основных приёма поддержания беседы и контроля получаемой информации:
1. Выяснение (использование уточняющих вопросов)
2. Перефразирование (формулировка высказанного респондентом своими словами)
3. Словесное отражение психологом чувств респондента
4. Резюмирование

### Нерефлексивное слушание
Нерефлексивное слушание — стиль ведения беседы, в котором используется лишь необходимый с точки зрения целесообразности минимум слов и техник невербальной коммуникации со стороны психолога.
Нерефлексивное слушание применяется в тех случаях, когда существует необходимость дать субъекту выговориться. Оно особенно полезно в ситуациях, где собеседник проявляет желание выразить свою точку зрения, обсудить волнующие его темы и где он испытывает трудности в выражении проблем, легко сбивается с мысли вмешательством психолога и ведёт себя закрепощённо в связи с разницей в социальном положении между психологом и респондентом.